# Bötsjön
Bötsjön är en sjö i Malung-Sälens kommun i Dalarna och ingår i Dalälvens huvudavrinningsområde. Sjön har en area på 0,423 kvadratkilometer och ligger 362,9 meter över havet. Sjön avvattnas av vattendraget Bötån.

## Delavrinningsområde
Bötsjön ingår i det delavrinningsområde (673813-139766) som SMHI kallar för Mynnar i Öjen. Medelhöjden är 376 meter över havet och ytan är 21,17 kvadratkilometer. Det finns inga avrinningsområden uppströms utan avrinningsområdet är högsta punkten. Bötån som avvattnar avrinningsområdet har biflödesordning 5, vilket innebär att vattnet flödar genom totalt 5 vattendrag innan det når havet efter 395 kilometer. Avrinningsområdet består mestadels av skog (40 procent) och sankmarker (50 procent). Avrinningsområdet har 0,42 kvadratkilometer vattenytor vilket ger det en sjöprocent på 2 procent.